# Ust-Ilimsk
Ust-Ilimsk (russisk: Усть-Илимск, tr. Ust-Ilimsk) er en by i Irkutsk oblast, Sibiriske føderale distrikt i Den Russiske Føderation omkring 900 kilometer nord for oblastens administrative center, Irkutsk. Byen har 79.570(2021) indbyggere og blev grundlagt i 1966 .

## Geografi
Ust-Ilimsk ligger ved floden Angara. Byen er opdelt i to dele, på den venstre bred af Angara ligger den ældre bydel og på den højre bred den nyere bydel. De to bydele placeret en vis afstand fra hinanden, forbundet med en motorvej og en bro over Angara. Den gamle bydel består hovedsageligt af femetagers boligkomplekser, mens den nyere bydel er noget mere moderne. Den nyere bydel huser størstedelen af befolkningen, samt de fleste kultur- og uddannelsesinstitutioner.

### Klima
Byen er ekstrem fastlandsklima. Den gennemsnitlige temperatur er på -3,9 °C, den lavest målte temperatur er på -56 °C, den højst målte temperatur er på 37 °C. Gennemsnitlige har 257 af årets dage frosttemperaturer. Den gennemsnitlige årlige nedbør er på 429 mm. Den gennemsnitlige vindhastighed på 1,9 m/sek.

## Historie
Det første ostrog (træfort) på stedet blev bygget allerede i 1660'erne. Den nuværende by Ust-Ilimsk blev dog først grundlagt i 1966  i forbindelse med konstruktionen af et vandkraftværk (3840 MW) og en dæmning, der opdæmmede både floden Angara og floden Ilim – og som i øvrigt oversvømmede den gamle by Ilimsk.
Byens navn, Ust-Ilimsk, betyder Ilims mund på russisk.
Bebyggelsen fik officiel status af by i 1973 og dæmningen færdigbygget i 1980.

### Befolkningsudvikling
| År   | Indbyggere |
| ---- | ---------- |
| 1970 | 21.258     |
| 1979 | 68.641     |
| 1989 | 109.280    |
| 2002 | 100.592    |
| 2010 | 86.610     |

Note: Data fra folketællinger

## Økonomi
Ud over vandkraftværket der nu ejes af Irkutskenergo, har byen også en del industri især koncentreret omkring skovdrift og fødevareproduktion.
Der er en 214 km jernbanelinje der forbinder Ust-Ilimsk med Baikal-Amur-jernbanen og en vej der forbinder den med Bratsk. Den regionale lufthavn i Ust-Ilimsk blev lukket i 2001 pga. manglende rentabilitet.